# كلية كمبوني للعلوم والتكنولوجيا
كلية كمبوني للعلوم والتكنولوجيا (بالإنجليزية: Comboni College for Science and Technology)‏ هي كلية خاصة في العاصمة السودانية الخرطوم، تأسست سنة 1998 تحت اسم كلية كمبوني لعلوم الحاسوب (بالإنجليزية: Comboni College for Computer Science)‏.

## تاريخ مدارس كمبوني في السودان
أُسِّست مدارس كمبوني على يد دانيال كمبوني (1831-1881)، الذي أنشأ أول مدرسة تبشيرية في السودان سنة 1879، لكنه لم يلبث أن توفي بعد عامين. وبعد سودنة الكنائس السودانية، تغيرت وظيفة مدارس كمبوني من التبشير المسيحي إلى التعليم المدني لجميع السودانيين، وأقيمت فروع لمدارس كمبوني في شتي انحاء السودان (الأبيض وعطبرة والقضارف وكوستي ومدني)، وقد صُممت مباني كمبوني على الطراز الإيطالي وبأيدي أشهر المهندسين الإيطاليين، وكانت مدارس كمبوني تتميز بزيها الأبيض والكحلي، وعلى صدر القميص ديباجة مدارس كمبوني. وقد شهدت مدارس كمبوني أخصب عصورها في سبعينات وثمانينات وتسعينات القرن الماضي، وكانت قبلة لنخب المجتمع لتعليم أبنائها.
غير أن المدارس عانت في منتصف التسعينات بعد إيقاف امتحان شهادة لندن، ولم تلبث أن ازدهرت ثانية بعد السماح للمدارس الخاصة بالعمل في السودان، فدخلت مجال التعليم العالي بإقامة كلية كمبوني لعلوم الحاسوب، التي اعتمدت تدريس مناهج الحاسوب باللغة الإنجليزية، مما فتح لخريجيها مجال العمل في الشركات العالمية.

## البرامج الدراسية
- علوم الحاسوب
- تكنولوجيا المعلومات
- اللغة والأدب الإنجليزي
- التربية والدراسات الدينية
- اللغة الإيطالية
- اللغة الأسبانية

## وصلات خارجية
- الموقع الرسمي (بالإنجليزية)